# Collège international (Beyrouth)
Pour les articles homonymes, voir Collège international.
Le Collège international (en arabe : انترناشونال كولدج, en anglais : International College) de Beyrouth, Liban, est une école internationale indépendante à but non lucratif.
Ses étudiants viennent de tout le Liban, ainsi que du Moyen-Orient et du monde entier. Avec deux campus, l'un dans la capitale libanaise Beyrouth et l'autre dans les collines urbaines (Ain Aar), l'école scolarise plus de 3 500 étudiants chaque année.
Elle fut créée en 1891 et prend ses origines dans le Massachusetts, aux États-Unis. C'est une école d'origine multilingue (arabe, français, anglais).

## Histoire
Le Collège international est fondé à Smyrne (aujourd'hui Izmir), en Turquie, en 1891, par Alexander MacLachlan, un éducateur canadien, sous le nom d'American Boys' School.
La première classe de cinq étudiants obtient son diplôme en 1895. Le collège est ensuite rebaptisé American Collegiate Institute for Boys.
En 1913, le Collège ouvre une école primaire et ajoute une section secondaire de langue française en 1926.
En 1936, le Dr Bayard Dodge de l' Université américaine de Beyrouth invite l'IC à venir à Beyrouth et à s'affilier à l'AUB (UAB) en tant qu'école préparatoire. Par conséquent, l'IC fut connu pendant de nombreuses années sous le nom de « la Prép » (ou « The Prep » en anglais). Au cours de sa première année à Beyrouth, l'IC comptait 901 étudiants de 37 pays représentant 16 affiliations religieuses. L'IC avait aussi des étudiants de tout le Moyen-Orient, venant en tant que pensionnaires à Thomson Hall et à Sage Hall.
L'IC se sépara de l'AUB dans les années 1960, nommant un conseil d'administration distinct et acceptant les femmes pour devenir une institution mixte.
Pendant la guerre civile libanaise sous la direction du Dr Alton Reynolds, les étudiants et les enseignants de toutes obédiences ont continué à suivre des cours à Ras Beyrouth. L'institution évolua pour devenir un des établissements de premier plan au Moyen-Orient, notamment sous l'impulsion de certains directeurs exemplaires tels que M. Sadik Umar et M. Elie Kurban.
En 1988, un campus satellite fut construit à Ain A'ar, loin de Beyrouth, afin d'accueillir les enfants des anciens élèves de cette région. Le campus d'Ain A'ar continue de servir les élèves de la maternelle au collège.
En 1997, l'IC obtient la double accréditation du Council of International Schools et de la New England Association of Schools and Colleges.

## Écoles
Tout le contenu est enseigné en utilisant les langues cibles que sont l'arabe, le français et l'anglais; et fonctionne dans le cadre du programme du PP.
L'école élémentaire couvre les grades un à cinq (âgés de six à onze ans). La langue d'enseignement est l'anglais ou le français, bien que l'arabe soit obligatoire pour tous les étudiants. Un programme d'arabe est disponible dans l'école pour les étudiants qui ont vécu à l'étranger et pouvant être exemptés des programmes réguliers.
Le collège est un cycle de quatre ans couvrant les années 6 à 9. Il propose trois programmes : le programme libanais prépare les étudiants à l'examen officiel du Brevet libanais. Il existe deux autres programmes : le programme préparatoire au collège, « non-brevet » en anglais moyen ; et un programme français « non-Brevet » enseigné en français qui prépare l'étudiant à l'examen officiel du baccalauréat français.
Tous les programmes nécessitent l'enseignement du français, de l'arabe, de l'anglais, des mathématiques, des sciences, des études sociales, de l'éducation physique, des arts, des technologies de l'information (TIC), de la musique et du théâtre. Les « grades » 6, 7 et 8 reçoivent également un enseignement de en technologie.
L'école secondaire est un cycle de trois ans composé de quatre programmes distincts :
- le programme du baccalauréat libanais qui suit un programme défini par le ministère libanais de l'Éducation ;
- le programme du Baccalauréat français qui suit un programme défini par le ministère français de l'Éducation nationale ;
- le programme du diplôme du Baccalauréat International (IB) ;
- et l'American College Preparatory Program (CPP), un programme menant à un diplôme sans baccalauréat.

Le campus d'IC Ain Aar abrite deux écoles. La Lower School pour les élèves de la maternelle à la 3e année et l'Upper School pour les élèves de la 4e à la 9e année.
Les deux écoles d'Ain Aar suivent le même programme que celui appliqué sur le campus de Ras Beyrouth.

## Programmes du secondaire
Le programme du baccalauréat libanais, qui suit un programme établi par le ministère libanais de l' Éducation, est disponible pour tous les étudiants en français ou en anglais pour les matières de base, y compris les mathématiques et les sciences. Dans la filière française, l'anglais est enseigné comme troisième langue et vice versa. Dans les deux filières, les études sociales, l' histoire, la géographie, l'instruction civique, la sociologie et l'économie sont enseignées en arabe avec l'étude de la littérature et de la langue arabes obligatoires. En deuxième année, les étudiants choisissent une orientation en sciences humaines ou en sciences, et se spécialisent en troisième année.
Le programme du baccalauréat français, qui suit un programme établi par le ministère français de l'Éducation, est conçu pour répondre aux besoins des étudiants étrangers et libanais qui souhaitent poursuivre le baccalauréat français . Toutes les matières principales sont enseignées en français.
Après avoir effectué avec succès le programme de baccalauréat libanais ou français, les étudiants sont éligibles pour entrer en deuxième année dans toutes les universités libanaises et dans de nombreuses universités européennes et nord-américaines. Certains étudiants poursuivent à la fois le baccalauréat libanais et le baccalauréat français. Voir Enseignement secondaire en France.
Le programme du Baccalauréat International est un programme de deux ans avec une composante d'évaluation. Le diplôme de l'IB est reconnu par les universités du monde entier. Les étudiants admis au programme de l'IB doivent détenir une deuxième nationalité en plus du libanais, ou doivent obtenir une exemption du programme officiel libanais leur permettant de s'engager dans un programme non libanais. Une bonne connaissance de l'anglais est un prérequis car c'est la langue d'enseignement et aussi une moyenne scolaire d'environ 79.
Le « College Preparatory Program » est un programme d'études de deux ans conçu sur le système américain de lycée. Les étudiants admis dans ce programme doivent détenir un passeport étranger. Les cours suivis sont vastes et rigoureux. Le calcul, la micro et la macroéconomie et la littérature mondiale sont quelques-unes des choses enseignées dans des cours tels que les mathématiques, la biologie, l'économie, les problèmes mondiaux, l'anglais, l'arabe, le français, l'art, la musique, l'éducation physique et l'histoire.

## Programme de service communautaire
La participation au programme de service communautaire est obligatoire pour tous les élèves de l'école secondaire IC. Les étudiants sélectionnent deux projets communautaires par an, allant de l'aide à la sensibilisation aux problèmes environnementaux, du bénévolat dans des orphelinats et des centres pour personnes âgées, infirmes et handicapés.

## Anciens élèves notables
- Constantin Zureik, « père » du nationalisme arabe
- Ghassan Tuéni, ancien député libanais, son fils fut l'homme politique et journaliste assassiné Gébrane Tuéni.
- Bassel Fleihan, ministre libanais de l'économie assassiné
- Walid Joumblatt, député druze
- Adel Osseiran, personnalité de l'indépendance libanaise et président du parlement
- Salim el-Hoss, ancien Premier ministre du Liban
- Sobhi Mahmassani, juriste, ancien député libanais et ministre de l'économie nationale
- Saëb Salam, ancien Premier ministre du Liban
- Yassine Jaber, député libanais chiite, ministre de l'économie de 1996 à 1998
- Sami W. Sidawi, ingenieur civil et entrepreneur libanais
- David Ramadan, ancien membre élu de la Chambre des délégués de Virginie.
- Nawaf Salam, ambassadeur permanent du Liban auprès de l'ONU, nommé juge à la Cour internationale de justice en 2017.
- Gébrane Tuéni, journaliste et rédacteur en chef du journal An-Nahar, élu député au parlement libanais en 2005. Figure éminente de la Révolution libanaise du cèdre.
- Guy Béart, chanteur et auteur-compositeur français

## Honneurs
L'IC est le premier bâtiment scolaire vert certifié LEED « Gold » au Liban et au Moyen-Orient.

## Voir également